# Reino da Sardenha (1720–1861)
O termo Reino da Sardenha denota o Estado de Saboia de 1720 a 1861. De 1720 a 1847, apenas a ilha da Sardenha propriamente dita fazia parte do Reino da Sardenha, enquanto as outras possessões continentais (principalmente o Ducado de Saboia, o Principado do Piemonte, o Condado de Nice, o Ducado de Gênova e outros) eram mantidas pela Casa de Saboia por direito próprio, formando assim uma monarquia composta e uma união pessoal, que era formalmente chamada de "Estados de Sua Majestade o Rei da Sardenha".  Essa situação foi alterada pelo ato de Fusão Perfeita de 1847, que criou um reino unitário. Devido ao fato de que o Piemonte era a sede do poder e parte proeminente da entidade, o estado também é conhecido como Sardenha-Piemonte ou Piemonte-Sardenha, e às vezes erroneamente como Reino do Piemonte.
Antes de se tornar uma possessão da Casa de Saboia, o Reino medieval da Sardenha fazia parte da Coroa de Aragão e depois do florescente Império Espanhol. Com o Tratado de Haia (1720), a ilha da Sardenha e seu título de reino foram cedidos pelos pretendentes Habsburgo e Bourbon ao trono espanhol ao Duque de Saboia, Vítor Amadeu II. Os saboianos uniram-na às suas possessões históricas na península Itálica, e o reino passou a ser progressivamente identificado com os estados peninsulares, que incluíam, além de Saboia e Aosta, possessões dinásticas como o Principado do Piemonte e o Condado de Nice, sobre os quais os saboianos exerciam seu controle desde o século XIII e 1388, respectivamente.
Sob o domínio saboiano, o governo do reino, a classe dominante, os modelos culturais e o centro populacional estavam inteiramente situados na península. A ilha da Sardenha sempre foi de importância secundária para a monarquia. Embora a capital da ilha da Sardenha e a sede de seus vice-reis sempre tenha sido Cagliari por lei (de jure), era a cidade piemontesa de Turim, a capital da Saboia desde meados do século XVI, que era a sede de facto do poder. Essa situação receberia status oficial com a Fusão Perfeita de 1847, quando todas as instituições governamentais do reino seriam centralizadas em Turim.
Quando os domínios peninsulares da Casa de Saboia foram ocupados e eventualmente anexados pela França napoleônica, o rei da Sardenha residiu temporariamente na ilha pela primeira vez na história da Sardenha sob o domínio saboiano. O Congresso de Viena (1814-1815), que reestruturou a Europa após a derrota de Napoleão, devolveu a Saboia suas possessões peninsulares e as aumentou com a Ligúria, tomada da República de Gênova. Após a adesão de Genebra à Suíça, o Tratado de Turim (1816) transferiu Carouge e áreas adjacentes para o recém-criado Cantão Suíço de Genebra. Em 1847-1848, por meio de um ato de união análogo ao entre a Grã-Bretanha e a Irlanda, os vários estados saboianos foram unificados sob um sistema legal com sua capital em Turim, e receberam uma constituição, o Statuto Albertino.
Na época da Guerra da Crimeia, em 1853, os saboianos haviam transformado o reino em uma potência forte. Seguiu-se a anexação da Lombardia (1859), dos estados centrais italianos e do Reino das Duas Sicílias (1860), do Vêneto (1866) e dos Estados Papais (1870). Em 17 de março de 1861, para refletir com mais precisão sua nova extensão geográfica, cultural e política, o Reino da Sardenha mudou seu nome para Reino da Itália, e sua capital foi eventualmente transferida primeiro para Florença e depois para Roma. O Reino da Sardenha, liderado pelos saboianos, foi, portanto, o estado predecessor legal do Reino da Itália, que por sua vez é o predecessor da atual República Italiana.

## Terminologia
O Reino da Sardenha era o título com a classificação mais alta entre os territórios possuídos pela Casa de Saboia e, portanto, esse título era e ainda é usado frequentemente para indicar a totalidade de suas possessões. Na realidade, os Saboias governavam não um estado unitário, mas um conjunto complexo de diferentes entidades e títulos com diferentes origens institucionais, culturais e legais. Isso incluía, por exemplo, o Ducado de Saboia, o Ducado de Aosta, o Principado do Piemonte e o Condado de Nice, que eram distintos e não faziam juridicamente parte do Reino da Sardenha, que incluía apenas a própria ilha da Sardenha. A situação mudou com a Fusão Perfeita de 1847, um ato do Rei Carlos Alberto da Sardenha que aboliu as diferenças administrativas entre os estados continentais e a ilha da Sardenha, criando um reino unitário. Os próprios Saboias referiam-se às suas possessões como um todo como "Estados do Rei da Sardenha" (em italiano: Stati del Re di Sardegna). Os historiadores modernos usam o termo estado Saboiano para indicar esta entidade, que é um exemplo de monarquia composta onde muitos territórios diferentes e distintos são unidos em uma união pessoal por terem o mesmo governante.

## História

### História inicial da Sabóia

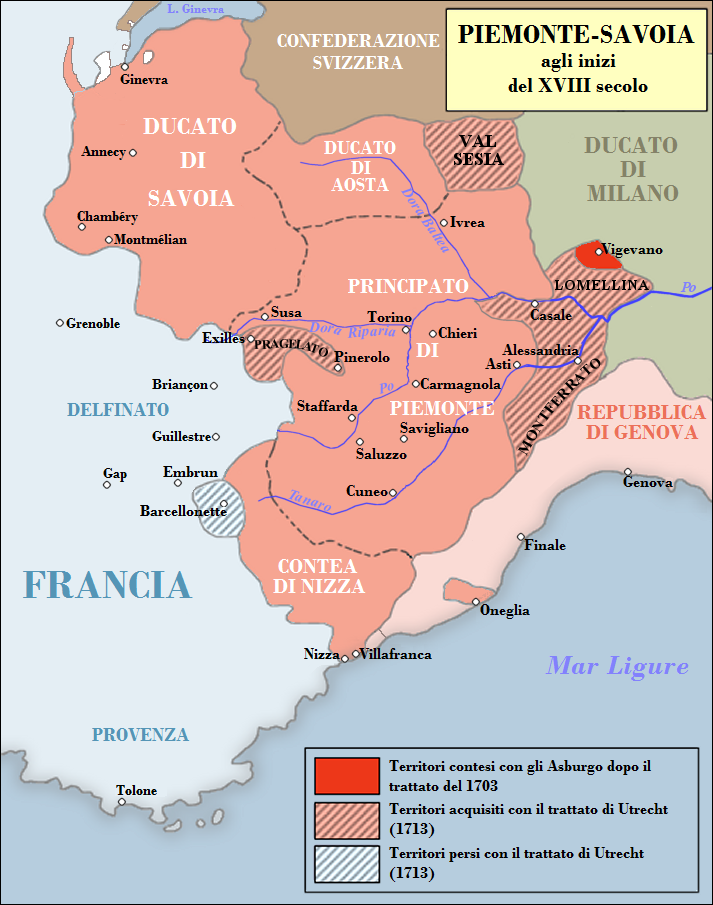
As possessões italianas dos saboianos no início do século XVIII

Durante o século III a.C., os Alóbroges se estabeleceram na região entre o Ródano e os Alpes. Essa região, chamada Allobrigia e posteriormente "Sapaudia" em latim, foi integrada ao Império Romano. No século V, a região de Saboia foi cedida pelo Império Romano do Ocidente aos borgonheses e tornou-se parte do Reino da Borgonha.
O Piemonte foi habitado nos primórdios da história por tribos celto-lígures, como os taurinos e os salassos. Posteriormente, eles se submeteram aos romanos (c. 220 BC), que ali fundaram diversas colônias, incluindo Augusta Taurinorum (Turim) e Eporedia (Ivrea). Após a queda do Império Romano do Ocidente, a região foi repetidamente invadida pelos burgúndios, godos (século V), bizantinos, lombardos (século VI) e francos (773). Na época, o que hoje conhecemos como Piemonte, como parte do Reino Itálico dentro do Sacro Império Romano, foi subdividido em várias marcas e condados.
Em 1046, Otão de Saboia adicionou o Piemonte ao seu principal segmento da Saboia, com capital em Chambéry (hoje na França). Outras áreas permaneceram independentes, como as poderosas comunas de Asti e Alexandria, e os marquesados de Saluzzo e Montferrat. O Condado de Saboia foi elevado a ducado em 1416, e o Duque Emanuel Felisberto transferiu a sede para Turim em 1563.

### Troca da Sardenha pela Sicília

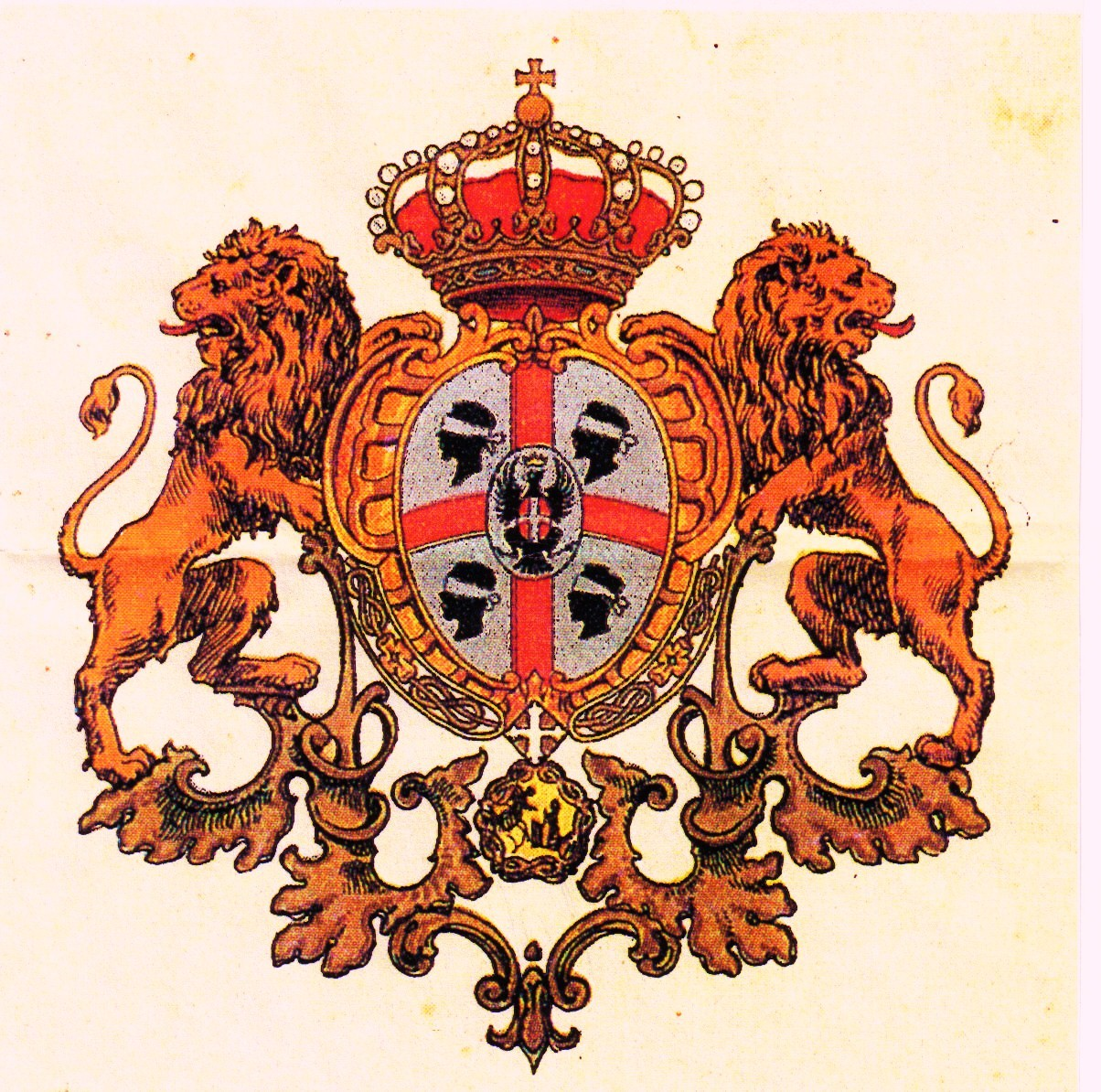
Brasão do Reino da Sardenha do século XIX, sob a dinastia Saboia

O domínio espanhol sobre a Sardenha terminou no início do século XVIII, como resultado da Guerra da Sucessão Espanhola. Pelo Tratado de Utrecht (1713), o império europeu espanhol foi dividido: Saboia recebeu a Sicília e partes do Ducado de Milão, enquanto Carlos VI (Imperador do Sacro Império Romano e Arquiduque da Áustria) recebeu os Países Baixos Espanhóis, o Reino de Nápoles, a Sardenha e a maior parte do Ducado de Milão.
Durante a Guerra da Quádrupla Aliança, Vítor Amadeu II, Duque de Saboia, Príncipe do Piemonte e agora também Rei da Sicília, teve que concordar em ceder a Sicília aos Habsburgos austríacos e receber a Sardenha em troca. A troca foi formalmente ratificada no Tratado de Haia de 17 de fevereiro de 1720. Como o Reino da Sardenha existia desde o século XIV, a troca permitiu que Vítor Amadeu mantivesse o título de rei apesar da perda da Sicília. De 1720 a 1798, quando Napoleão invadiu a Itália, o governo de fato residia em Turim; Cagliari, que havia sido a capital do Reino da Sardenha desde 1324, voltou a ser o governo de fato durante o exílio de Saboia de 1798 a 1814. Quando Napoleão residiu pela primeira vez, o governo de fato retornou a Turim, mas não se tornou oficialmente a capital do Reino da Sardenha até 1847.
Vítor Amadeu inicialmente resistiu à troca da Sardenha pela Sicília em 1720. Até 1723, ele continuou a se autodenominar Rei da Sicília em vez de Rei da Sardenha. O estado assumiu o título oficial de Reino da Sardenha, Chipre e Jerusalém,  já que a Casa de Saboia ainda reivindicava os tronos de Chipre e Jerusalém, embora ambos estivessem há muito tempo sob domínio otomano. Em 1767-1769, Carlos Emanuel III anexou o arquipélago de Maddalena no Estreito de Bonifácio da República de Gênova e o reivindicou como parte da Sardenha, que se tornou parte da região da Sardenha desde então.

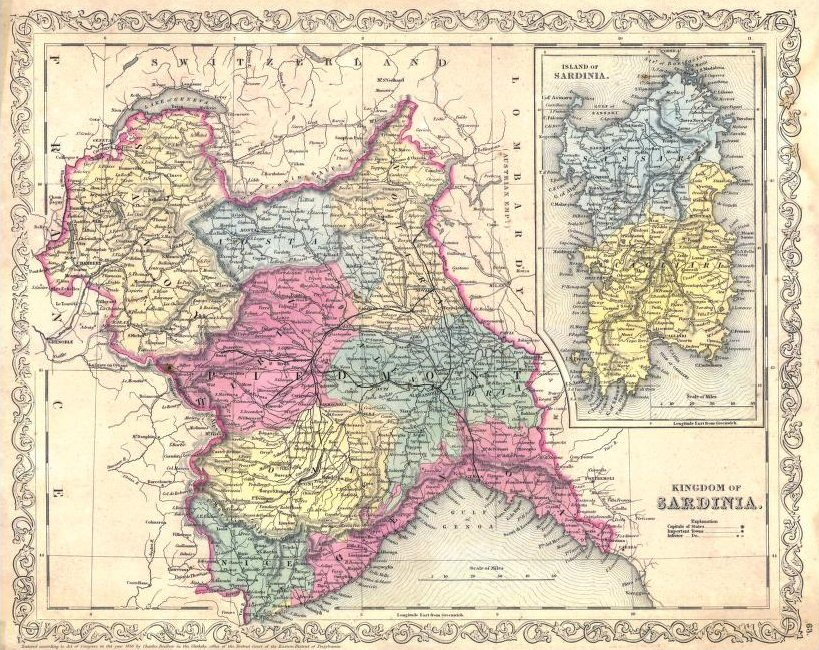
Um mapa do Reino da Sardenha em 1856, após a Fusão Perfeita

Desde o período ibérico na Sardenha, as línguas comuns incluíam o sardo, o corso, o catalão e o espanhol. Outras línguas incluíam o francês, o piemontês, o lígure, o occitano e o arpitano. Durante o período saboiano como um estado composto, o italiano, que ao lado do francês já havia sido oficializado na península desde o século XVI através do Édito de Rivoli, foi introduzido na Sardenha em 1760. Com o Regio Biglietto de 25 de julho de 1760, o italiano passou a ter prioridade sobre o francês no Piemonte. A tentativa do Reino da Sardenha de promover uma língua unitária foi incisiva, e também a substituição do espanhol pelo italiano foi descrita como uma "revolução de ideias". Como o francês ainda era usado em algumas províncias, o Statuto Albertino (1848) autorizou o uso do francês.

### Guerras Napoleônicas e o Congresso de Viena
Em 1792, o Reino da Sardenha e os outros estados da coroa de Saboia juntaram-se à Guerra da Primeira Coligação contra a Primeira República Francesa, mas foram derrotados em 1796 por Napoleão e forçados a concluir o desvantajoso Tratado de Paris (1796), dando ao exército francês passagem livre pelo Piemonte. Em 6 de dezembro de 1798, o general Joubert ocupou Turim e forçou Carlos Emanuel IV a abdicar e partir para a ilha da Sardenha. O governo provisório votou pela união do Piemonte com a França. Em 1799, os austro-russos ocuparam brevemente a cidade, mas com a Batalha de Marengo (1800), os franceses recuperaram o controle. A ilha da Sardenha, tendo derrotado os exércitos da expedição francesa à Sardenha sem a ajuda do exército real, ficou fora do alcance dos franceses pelo resto da guerra.
A recusa dos Saboianos em reconhecer os direitos e a representação dos Sardos no governo causou as Vésperas Sardas (também conhecidas como os "Três anos de revolução") iniciadas por sa dii de s'aciappa ("o dia da perseguição e captura"), comemorado hoje como Sa die de sa Sardigna, quando os habitantes de Cagliari começaram a perseguir quaisquer funcionários piemonteses que pudessem encontrar e os expulsaram da ilha. Assim, a Sardenha tornou-se o primeiro país europeu a envolver-se numa revolução própria, sendo o episódio não resultado de uma importação militar estrangeira como na maior parte da Europa.
Em 1814, a Coroa de Saboia ampliou seus territórios com a adição da antiga República de Gênova, agora um ducado, e serviu como um estado-tampão contra a França. Isso foi confirmado pelo Congresso de Viena, que devolveu a região de Saboia às suas fronteiras após ter sido anexada pela França em 1792. Pelo Tratado de Stupinigi (1817), o Reino da Sardenha estendeu seu protetorado sobre o Principado de Mônaco. Em 1821, a população relatada do Reino da Sardenha era de 3.974.500.
Na reação pós-Napoleão, o país foi governado pelos monarcas conservadores Vítor Emanuel I (1802-1821), Carlos Félix (1821-1831) e Carlos Alberto (1831-1849), que lutaram à frente de um contingente de suas próprias tropas na Batalha de Trocadero, que restaurou o reacionário Fernando VII ao trono espanhol. Vítor Emanuel I dissolveu todo o Código Napoleônico e devolveu as terras e o poder à nobreza e à Igreja. Essa política reacionária chegou ao ponto de desencorajar o uso de estradas construídas pelos franceses. Essas mudanças caracterizaram a Sardenha.
O Reino da Sardenha se industrializou a partir de 1830. Uma constituição, o Statuto Albertino, foi promulgada durante as Revoluções de 1848 sob pressão liberal. Além de fazer de Turim sua capital oficial, o Statuto Albertino fez do catolicismo romano "a única religião de Estado". No início de 1847, a ilha da Sardenha, uma dependência piemontesa por mais de um século, perdeu sua própria autonomia residual para a península por meio da Fusão Perfeita emitida por Carlos Alberto. Como resultado, as instituições fundamentais do reino foram profundamente transformadas, assumindo a forma de uma monarquia constitucional e centralizada no modelo francês; sob a mesma pressão, Carlos Alberto declarou guerra à Áustria. Após o sucesso inicial, a guerra piorou e Carlos Alberto foi derrotado pelo Marechal Radetzky na Batalha de Custozza (1848).

### Luta saboiana pela unificação italiana

Camilo Benso, Conde de Cavour

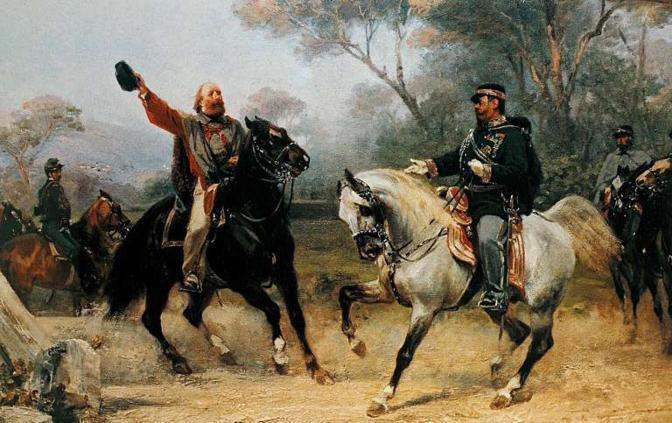
O rei Vítor Emanuel II encontra Giuseppe Garibaldi em Teano, 26 de outubro de 1860.

Como todos os vários ducados e cidades-estados na península dos Apeninos e ilhas associadas, o Reino da Sardenha foi atormentado pela instabilidade política sob governos alternados. Após uma curta e desastrosa renovação da guerra com a Áustria em 1849, Carlos Alberto abdicou em 23 de março de 1849 em favor de seu filho Vítor Emanuel II. Em 1852, um ministério liberal sob o conde Camillo Benso di Cavour foi instalado e o Reino da Sardenha tornou-se o motor impulsionador da unificação italiana. O Reino da Sardenha participou da Guerra da Crimeia, aliado ao Império Otomano, Grã-Bretanha e França, e lutando contra a Rússia.
Em 1859, a França aliou-se ao Reino da Sardenha em uma guerra contra a Áustria, a Guerra Austro-Sardenha. Napoleão III não cumpriu suas promessas a Cavour de lutar até que todo o Reino Lombardo-Vêneto fosse conquistado. Após as sangrentas batalhas de Magenta e Solferino, ambas vitórias francesas, Napoleão considerou a guerra muito custosa para continuar e fez uma paz separada pelas costas de Cavour, na qual apenas a Lombardia seria cedida. Devido à recusa do governo austríaco em ceder quaisquer terras ao Reino da Sardenha, eles concordaram em ceder a Lombardia a Napoleão, que por sua vez cedeu o território ao Reino da Sardenha para evitar "constranger" os austríacos derrotados. Cavour renunciou ao cargo com raiva quando ficou claro que Vítor Emanuel aceitaria esse acordo.

### Garibaldi e os Mil
Em 5 de março de 1860, Parma, Piacenza, Toscana, Modena e Romagna votaram em referendos para se juntar ao Reino da Sardenha. Isso alarmou Napoleão, que temia um forte estado saboiano em sua fronteira sudeste e insistiu que, se o Reino da Sardenha mantivesse as novas aquisições, teria que ceder Saboia e Nice à França. Isso foi feito por meio do Tratado de Turim, que também convocou referendos para confirmar a anexação. Posteriormente, referendos um tanto controversos mostraram maiorias de mais de 99,5% em ambas as áreas a favor da adesão à França.
Em 1860, Giuseppe Garibaldi iniciou sua campanha para conquistar o sul da Itália em nome do Reino da Sardenha. Os Mil rapidamente derrubaram o Reino das Duas Sicílias, o maior dos estados da região, que se estendia de Abruzzo e Nápoles, na península, a Messina e Palermo, na Sicília. Ele então marchou para Gaeta, na península central. Cavour ficou satisfeito com a unificação, enquanto Garibaldi, que era revolucionário demais para o rei e seu primeiro-ministro, também queria conquistar Roma.
Garibaldi ficou decepcionado com esse acontecimento, bem como com a perda de sua província natal, Nice, para a França. Ele também não cumpriu as promessas que lhe haviam rendido o apoio popular e militar dos sicilianos: que a nova nação seria uma república, não um reino, e que os sicilianos veriam grandes ganhos econômicos após a unificação. A primeira promessa só se concretizou em 1946.

### Reino da Itália
Em 17 de março de 1861, a lei n.º 4671 do Parlamento do Reino da Sardenha proclamou o Reino da Itália, ratificando assim as anexações de todos os outros estados dos Apeninos, mais a Sicília, ao Reino da Sardenha. As instituições e leis do reino foram rapidamente estendidas a toda a Itália, abolindo as administrações das outras regiões. O Piemonte tornou-se a região mais dominante e rica da Itália e a capital do Piemonte, Turim, permaneceu a capital italiana até 1865, quando a capital foi transferida para Florença. Como parte da Bandidagem nas Duas Sicílias, muitas revoltas explodiram por toda a península, especialmente no sul da Itália e na ilha da Sicília, por causa do tratamento injusto percebido do sul pela classe dominante piemontesa. A Casa de Saboia governou o Reino da Itália até 1946, quando a Itália foi declarada uma república por referendo. O resultado do referendo institucional italiano de 1946 foi de 54,3% a favor de uma república.

## Economia
Grandes progressos na economia foram alcançados durante o governo de Camillo Benso, Conde de Cavour. Cavour acreditava que o progresso econômico tinha que preceder a mudança política e enfatizou as vantagens da construção de ferrovias na península. Ele era um forte defensor do transporte por máquina a vapor, patrocinando a construção de muitas ferrovias e canais. Entre 1838 e 1842, Cavour iniciou várias iniciativas na tentativa de resolver problemas econômicos em sua área. Ele experimentou diferentes técnicas agrícolas em sua propriedade, como o cultivo de beterraba sacarina, e foi um dos primeiros proprietários de terras italianos a usar fertilizantes químicos. Ele também fundou a Sociedade Agrícola Piemontesa.

### Moeda
A moeda em uso na Saboia era o escudo piemontês. Durante as Guerras Napoleônicas, foi substituído na circulação geral pelo franco francês. Em 1816, após a reconquista de seus domínios peninsulares, o escudo foi substituído pela lira da Sardenha, que em 1821 também substituiu o escudo da Sardenha, a moeda que havia sido usada na ilha durante todo o período.

## Governo
Antes de 1847, apenas a ilha da Sardenha propriamente dita fazia parte do Reino da Sardenha. As demais possessões continentais, que incluíam principalmente o Ducado de Saboia, o Principado do Piemonte, o Condado de Nice e o Ducado de Gênova, entre outros, eram de propriedade dos Saboia por direito próprio. Isso resultou na formação de uma monarquia composta e de uma união pessoal. Essa união pessoal era formalmente chamada de "Estados de Sua Majestade o Rei da Sardenha", como nos documentos do Congresso de Viena. A Fusão Perfeita (em italiano: Fusione perfetta) foi o ato de 1847 do rei saboiano Carlos Alberto da Sardenha que aboliu as diferenças administrativas entre os estados continentais e a ilha da Sardenha, de forma semelhante aos decretos de Nueva Planta entre a Coroa de Castela e os reinos da Coroa de Aragão entre 1707 e 1716 e os Atos de União entre a Grã-Bretanha e a Irlanda em 1800.
Em 1848, o rei Carlos Alberto concedeu o Statuto Albertino, que funcionou como a constituição do estado. O Estatuto foi proclamado apenas por causa da preocupação com a insurreição revolucionária que agitava a Itália em 1848. Na época, Carlos Alberto estava apenas seguindo o exemplo de outros governantes italianos, mas seu Estatuto foi a única constituição a sobreviver à repressão que se seguiu à Primeira Guerra da Independência (1848-1849). O Estatuto permaneceu a base do sistema legal após a unificação italiana ser alcançada em 1860 e o Reino da Sardenha se tornar o Reino da Itália. Embora tenha sofrido profundas modificações, especialmente durante o governo fascista de Benito Mussolini (que governou com a aprovação tácita do rei Vítor Emanuel III), o Estatuto durou praticamente inalterado na estrutura até a implementação da constituição republicana em 1948, que substituiu várias características primárias do documento, com atenção específica àquelas de natureza monárquica. O chefe de estado era o rei da Sardenha, enquanto o chefe de governo era o primeiro-ministro do Reino da Sardenha.

### Militares
O Exército Real da Sardenha e a Marinha Real da Sardenha funcionaram como forças armadas do Reino da Sardenha até se tornarem o Exército Real Italiano em 4 de maio de 1861 e a Regia Marina em 17 de março de 1861.

## Bandeiras, estandartes reais e brasões
Quando o Ducado de Saboia adquiriu o Reino da Sicília em 1713 e o Reino da Sardenha em 1723, a bandeira de Saboia tornou-se a bandeira de uma potência naval. Isso colocou o problema de que a mesma bandeira já estava em uso pelos Cavaleiros de Malta. Por causa disso, os saboianos modificaram sua bandeira para uso como insígnia naval de várias maneiras, adicionando as letras FERT nos quatro cantões, ou adicionando uma borda azul, ou usando uma bandeira azul com a cruz de Saboia em um cantão. Eventualmente, o Rei Carlos Alberto de Saboia adotou da França Revolucionária a tricolor italiana, encimada pelo escudo saboiano, como sua bandeira. Esta bandeira mais tarde se tornaria a bandeira do Reino da Itália, e a tricolor sem o escudo saboiano continua sendo a bandeira da Itália.

Brasão
(1720–1815)
(1815–1831)
(1831–1848)
(1848–1861)

Bandeiras nacionais
Estandarte real dos reis saboianos da Sardenha da dinastia de Saboia (1720-1848) e bandeira nacional dos estados saboianos (final do século XVI-final do século XVIII)
Bandeira nacional e insígnia de guerra (1816–1848), bandeira civil coroada
Bandeira nacional e de guerra (1848–1851)
Bandeira nacional e insígnia de guerra (1851–1861)

Outras bandeiras
Bandeira mercante (c. 1799–1802)
Insígnia de guerra da Marinha Real da Sardenha (1785–1802)
Bandeira mercante (1802–1814)
Insígnia de guerra (1802–1814)
Bandeira mercante e insígnia de guerra (1814–1816)
Bandeira civil e insígnia civil (1816–1848)
Bandeira de guerra do Reino da Sardenha (1816–1848), proporção 31:76
Bandeira civil e mercante (1851–1861), o tricolor italiano com o brasão de Saboia como escudo

Estandartes reais
(1848–1861) e Reino da Itália (1861–1880)
Príncipe herdeiro (1848–1861) e príncipe herdeiro do Reino da Itália (1861–1880)

Fontes
- Breschi, Roberto (2004). «Bandiere degli Stati preunitari italiani: Sardegna». Rbvex.it (em italiano). Consultado em 31 de maio de 2019. Cópia arquivada em 31 de maio de 2019
- Ollé, Jaume (11 de outubro de 1998). «Kingdom of Sardinia – Part 1 (Italy)». Flags of the World. Consultado em 31 de maio de 2019. Cópia arquivada em 25 de fevereiro de 2017
- Ollé, Jaume (13 de outubro de 1998). «Kingdom of Sardinia – Part 2 (Italy)». Flags of the World. Consultado em 20 de dezembro de 2024. Cópia arquivada em 25 de fevereiro de 2017

## Mapas

### Evolução territorial do Reino da Sardenha de 1859 a 1860

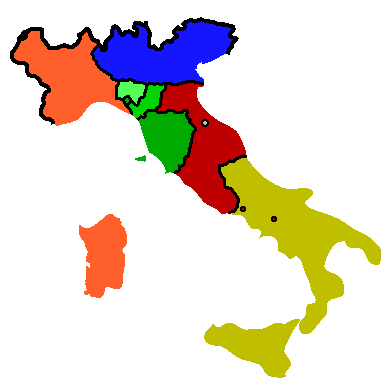
1859:  Reino da Sardenha  Reino Lombardo-Vêneto  Ducados de Parma–Modena-Toscana  Estados Papais  Reino das Duas SicíliasNa véspera da Segunda Guerra da Independência Italiana
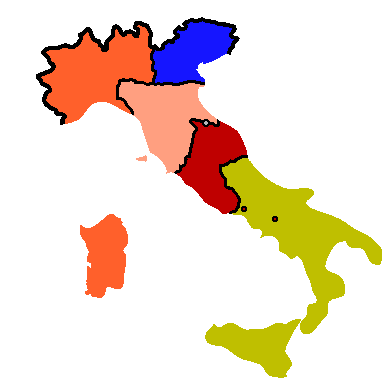
1860:  Reino da Sardenha  Reino Lombardo-Vêneto  Províncias Unidas da Itália Central  Estados Papais  Reino das Duas SicíliasApós a anexação da Lombardia e antes da anexação das Províncias Unidas da Itália Central
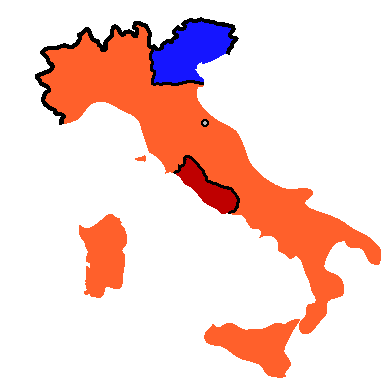
1861:  Reino da Sardenha  Reino Lombardo-Vêneto  Estados PapaisApós a Expedição dos Mil, e na véspera da proclamação do Reino da Itália

### Biliografia
- Antonicelli, Aldo (2016). "From Galleys to Square Riggers: The Modernization of the Navy of the Kingdom of Sardinia". The Mariner's Mirror. 102 (2): 153–173.
- Hearder, Harry (1986). Italy in the Age of the Risorgimento, 1790–1870. London: Longman. ISBN 0-582-49146-0
- Luttwak, Edward (2009). The Grand Strategy of the Byzantine Empire. The Belknap Press. ISBN 9780674035195ISBN 9780674035195.
- Mack Smith, Denis (1971). Victor Emanuel, Cavour and the Risorgimento. Oxford University Press.
- Martin, George Whitney (1969). The Red Shirt and the Cross of Savoy. New York: Dodd, Mead and Co. ISBN 0-396-05908-2
- Murtaugh, Frank M. (1991). Cavour and the Economic Modernization of the Kingdom of Sardinia. New York: Garland Publishing. ISBN 978-0-8153-0671-9
- Romani, Roberto (2012). "Reluctant Revolutionaries: Moderate Liberalism in the Kingdom of Sardinia, 1849–1859". Historical Journal. pp. 45–73.
- Romani, Roberto (2018). "The Reason of the Elites: Constitutional Moderatism in the Kingdom of Sardinia, 1849–1861". In Sensibilities of the Risorgimento. Brill. pp. 192–244.
- Schena, Olivetta (2019). "The Role Played by Towns in Parliamentary Commissions in the Kingdom of Sardinia in the Fifteenth and Sixteenth centuries". Parliaments, Estates and Representation. '39 (3): 304–315.
- Storrs, Christopher (1999). War, Diplomacy and the Rise of Savoy, 1690–1720. [S.l.]: Cambridge University Press. ISBN 0-521-55146-3
- Thayer, William Roscoe (1911). The Life and Times of Cavour vol 1. [S.l.: s.n.] Old interpretations but useful on details; volume 1 goes to 1859]; volume 2 online covers 1859–62.

Em italiano
- AAVV. (edited by F. Manconi), La società sarda in età spagnola, Consiglio Regionale della Sardegna, Cagliari, 2 volumes, 1992–1993.
- Blasco Ferrer Eduardo, Crestomazia Sarda dei primi secoli, collection Officina Linguistica, Ilisso, Nuoro, 2003, ISBN 9788887825657.
- Boscolo Alberto, La Sardegna bizantina e alto giudicale, Edizioni Della Torre, Cagliari, 1978.
- Casula, Francesco Cesare (1994). La storia di Sardegna. Sassari: Carlo Delfino Editore. ISBN 8871380843
- Coroneo Roberto, Arte in Sardegna dal IV alla metà dell'XI secolo, AV eds., Cagliari, 2011.
- Coroneo Roberto, Scultura mediobizantina in Sardegna, Nuoro, Poliedro, 2000.
- Gallinari Luciano, "Il Giudicato di Cagliari tra XI e XIII secolo. Proposte di interpretazioni istituzionali", in Rivista dell'Istituto di Storia dell'Europa Mediterranea, no. 5, 2010.
- Manconi Francesco, La Sardegna al tempo degli Asburgo, Il Maestrale, Nuoro, 2010, ISBN 9788864290102.
- Manconi Francesco, Una piccola provincia di un grande impero, CUEC, Cagliari, 2012, ISBN 8884677882.
- Mastino Attilio, Storia della Sardegna Antica, Il Maestrale, Nuoro, 2005, ISBN 9788889801635.
- Meloni Piero, La Sardegna Romana, Chiarella, Sassari, 1980.
- Motzo Bachisio Raimondo, Studi sui bizantini in Sardegna e sull'agiografia sarda, Deputazione di Storia Patria della Sardegna, Cagliari, 1987.
- Ortu Gian Giacomo, La Sardegna dei Giudici, Il Maestrale, Nuoro, 2005, ISBN 9788889801024.
- Paulis Giulio, Lingua e cultura nella Sardegna bizantina: testimonianze linguistiche dell'influsso greco, Sassari, L'Asfodelo, 1983.
- Spanu Luigi, Cagliari nel seicento, Edizioni Castello, Cagliari, 1999.
- Zedda Corrado and Pinna Raimondo, "La nascita dei Giudicati. Proposta per lo scioglimento di un enigma storiografico", in Archivio Storico Giuridico di Sassari, second series, no. 12, 2007.